# Sesquialtera
Sesquialtera is een geslacht van vlinders van de familie spanners (Geometridae), uit de onderfamilie Ennominae.

## Soorten
- S. audens Prout, 1931
- S. lonchota Prout, 1931
- S. ramecourti Herbulot, 1967
- S. ridicula Prout, 1916